# Società Sportiva Sparta Novara
Lo Sparta Novara è una società calcistica italiana con sede a Novara.

## Storia
La società nasce il 20 novembre 1926 per opera di Enrico Patti, che decise di chiamarla così in onore dello Sparta Praga. Come colore fu scelto il bianco in onore della gloriosa Pro Vercelli, campione d'Italia per sette volte dal 1908 al 1922.
Nei primi anni di attività, dal 1926 al 1937, la società partecipò ad alcuni campionati regionali FIGC e a diversi campionati giovanili provinciali indetti dall'ULIC ma, soprattutto, diventò uno dei più importanti vivai calcistici della zona e, già nel 1929, alcuni suoi giocatori vennero trasferiti al Novara.
Dopo aver disputato diversi campionati di Prima Divisione Piemontese, al termine della stagione 1940-41, fu promossa per la prima volta nella sua storia in Serie C. La società non si dimostrò però all'altezza della Serie C, evitando la retrocessione al primo anno (stagione 1941-42) solo salvata dal quoziente reti, mentre nel secondo anno di Serie C (1942-43), nonostante la retrocessione sul campo, fu graziata dalla Federazione che decise di annullare tutte le retrocessioni.
Dopo la sospensione dei campionati resasi necessaria a causa della seconda guerra mondiale, alla ripresa dei campionati (stagione 1945-46) la squadra disputò ancora una volta il campionato di Serie C - Lega Interregionale Nord: si salvò il primo anno, ma nel 1946-47 il 13º posto nel proprio girone valse la retrocessione in Prima Divisione Piemontese.
Seguì un periodo buio di declino, con la squadra militante in più occasioni dapprima in Prima Divisione Piemontese, poi in Seconda Categoria Piemontese, con sole due sporadiche partecipazioni nel massimo campionato regionale (Promozione 1952-1953 e Prima Categoria 1959-1960). Il fondo si raggiunse nella stagione 1978-79, allorché la squadra si ritrovò addirittura retrocessa in Terza Categoria Provinciale (Novarese), ultimo livello del Campionato italiano di calcio.
A partire dalla stagione 1986-87 la squadra cominciò una rapida risalita che nel giro di quattro stagioni la portò dalla III Categoria in Interregionale, l'odierna Serie D: nel 1986-87 vinse infatti il campionato di III Categoria, nel 1987-88 vinse la II Categoria, nel 1988-89 si piazzò 2° in I Categoria (venendo ripescato in Promozione), e nel 1989-90 vinse il campionato di Promozione, venendo quindi promosso nel Campionato Interregionale. In questo periodo, storico Presidente fu Santino Tarantola (tra i dirigenti Roberto Bobbio, anche Presidente della squadra di hockey su pista dell'Amatori Novara). Rimase in Interregionale (dal 1992 Campionato Nazionale Dilettanti) per otto stagioni (giocando molte partite casalinghe allo stadio di viale Kennedy e a Cerano per la temporanea inagibilità dello stadio di via Alcarotti), fino alla stagione 1997-98, allorché fu retrocesso in Eccellenza. Il miglior piazzamento in Interregionale/C.N.D. fu il quarto posto raggiunto nel 1991-92. 

La Stella d'argento al Merito Sportivo

Retrocessa in Eccellenza, al termine della stagione 1998-99 venne ulteriormente retrocessa in Promozione. Lo Sparta però non riuscì ad iscriversi in Promozione per problemi finanziari, ripartendo dalla III Categoria come Associazione Sportiva Sparta Novara. Risalì subito in II Categoria, dove rimase per alcune stagioni, fino al 2003.
Nel 2003 si fuse con l'A.S. Barengo Sparta, squadra appena promossa in Serie D, e con il G.S. Vespolate (2º nel campionato di Promozione Piemontese): la società risultante dalla fusione, l'A.S.D. Sparta Novara Vespolate, partecipò alla Serie D 2003-2004. Nella stagione 2004-05 la squadra non riuscì però a raggiungere la salvezza chiudendo 16º nel girone B e retrocedendo in Eccellenza dopo i play-out con la Castellettese (1-2 e 0-0). La stagione successiva arrivò una nuova retrocessione, questa volta in Promozione.
Dopo la stagione 2007-08, nella quale la promozione in Eccellenza sfumò ai play-off, la squadra sospese ogni attività. Rinacquero così l'A.S.D. Vespolate Calcio, che cedette il titolo di Promozione all'A.S.D. Olimpia Sant'Agabio, e l'A.S.D. Sparta Novara 1926, che restò attiva solo a livello giovanile.
Nel 2014 l'A.S.D. Sparta Novara acquisisce il titolo sportivo per giocare in Prima Categoria. Dal 2017-18 al 2022-23 ha disputato il campionato di Promozione. Dal 2023 opera solo con attività di base e scuola calcio.

## Onorificenze
- Stella d'argento al Merito Sportivo: 1989[5]

## Giocatori
Di seguito un elenco di giocatori che sono cresciuti o che hanno militato nello Sparta Novara:

Angelo Caimo (campione d'Italia con l'Ambrosiana-Inter), Francesco Rosetta (poi campione d'Italia con il Grande Torino e con la Fiorentina), Edmondo Mornese (poi campione d'Italia con la Roma), Emidio Cavigioli (convocato in Nazionale per le Olimpiadi del 1948), Augusto Zweifel, Eugenio Patti, Giuseppe Molina, Giuseppe Mainardi, Lelio Antoniotti.

## Strutture

### Stadio
Lo Sparta Novara disputa le partite casalinghe allo Stadio Enrico Patti di Novara, conosciuto anche come "stadio di via Alcarotti". 
Inaugurato nel settembre del 1931 (chiamato Stadio del Littorio e poi Stadio Comunale), fu sede e campo di gioco del Novara fino al gennaio del 1976 ed è da sempre anche la "casa" dello Sparta (anche se la sede è stata per tanti anni in via Sottile, sotto le tribune opposte a quelle di via Alcarotti). Sul suo terreno si disputano anche partite di calcio giovanile. Il 5 giugno 2004 lo stadio è stato intitolato al fondatore della Società Sportiva Sparta Enrico Patti "maestro di sport e di vita".

### Centro di allenamento
La società dispone anche del Centro sportivo Academy di Via Gerosa con tre campi in sintetico.

## Palmarès

### Competizioni regionali
- Promozione: 1

1989-1990 (girone A)
- Prima Categoria: 1

1988-1989

### Altri piazzamenti
- Prima Divisione:

Secondo posto: 1940-1941 (girone A)
- Promozione:

Terzo posto: 2007-2008 (girone A)